# Mayo Clinic Proceedings
Mayo Clinic Proceedings es una revista médica mensual revisada por pares publicada por Elsevier y patrocinada por Mayo Clinic. Cubre el campo de la medicina interna general. La revista se estableció en 1926 como Proceedings of the Staff Meetings of the Mayo Clinic y obtuvo su nombre actual en 1964. Según Journal Citation Reports , la revista tiene un factor de impacto en  2017 de 7.199, (actual 2021, de 7616) ubicándose en el puesto 11 entre 154 revistas en la categoría "Medicina, General e Interna".  La revista comenzó a publicarse en línea en 1999. Inicialmente, su sitio web consistía en listas simples de tablas de contenido. En 2012, se estableció el sitio web actual. Además del contenido de la revista, contiene características adicionales como Imágenes médicas, Clínicas para residentes, Arte en Mayo y Viñetas de sellos sobre ciencia médica, así como entrevistas a los autores y resúmenes de números mensuales. Los lectores también pueden obtener crédito CME.

## Acceso
En la revista on line Mayo Clinic Proceedings editada por Elsevier, son de acceso abierto los editoriales las Imágenes médicas, y uno o dos artículos originales en cada número.

## Métricas de revista
2022
- Web of Science Group : 7.616
- Índice h de Google Scholar: 191
- Scopus: 4,866